# Zameioscirpus
Zameioscirpus, biljni rod opisan tek 2003 godine. Pripada porodici šiljovki, dio je reda travolike. 
Postoje tri priznate vrste raširene u Južnoj Americi u Boliviji, Peruu, Čileu i Argentini., od kojih su dvije vrste u njega prebačene iz drugih rodova, dok je najnovija i posljednja vrsta Z. muticus opisana tek 2004 godine. 

## Vrste
1. Zameioscirpus atacamensis (Phil.) Dhooge & Goetgh.
2. Zameioscirpus gaimardioides (É.Desv.) Dhooge & Goetgh.
3. Zameioscirpus muticus Dhooge & Goetgh.